# Circuito Virginia Slims

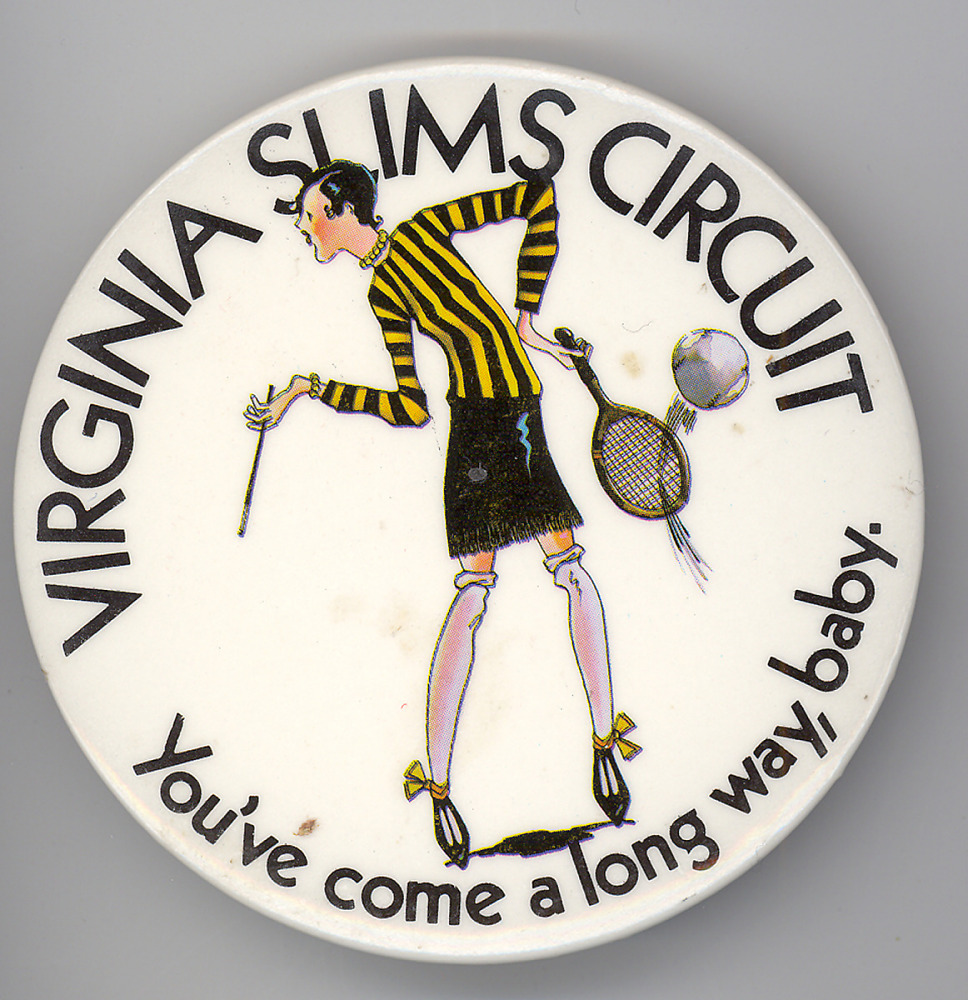
Bottom do
"Virginia Slims Circuit"
de 1984.

O Circuito Virginia Slims foi uma turnê de tênis composta por um grupo originalmente de nove jogadoras profissionais. Formado em 1970, o Virginia Slims Circuit eventualmente se tornou a base para o WTA Tour. As jogadoras, apelidadas de "Original 9", se rebelaram contra a United States National Lawn Tennis Association (USLTA) por causa da grande desigualdade entre o valor do prêmio em dinheiro pago aos tenistas masculinos e femininos.

## Antecedentes
A "Era Aberta" começou com o British Hard Court Championships em Bournemouth em 1968. No primeiro Wimbledon Open, a diferença de premiação era de 2,5: 1 a favor dos homens. Billie Jean King ganhou £ 750 pelo título, enquanto Rod Laver levou £ 2.000. As bolsas totais das competições foram de £ 14.800 para homens e £ 5.680 para mulheres. Na década de 1970, a diferença de premiação entre homens e mulheres, que era de 2,5:1 havia aumentado. Em 1969, proporções de 5:1 em termos de pagamento eram comuns em torneios menores; em 1970, esses números aumentaram para 8:1 e até 12:1.
A situação chegou ao auge em 1970, quando a maioria dos torneios oferecia quatro vezes mais prêmios em dinheiro para os homens do que para as mulheres. No Aberto da Itália de 1970, o campeão individual masculino Ilie Năstase recebeu US$ 3.500, enquanto a campeã individual feminina King recebeu apenas US$ 600. Além disso, a USLTA falhou em organizar qualquer torneio para mulheres em 1970.